# Mkwawa
Mkwawa (1855 - 19 juillet 1898) est un chef de tribu hehe qui s’opposait à la colonisation allemande.  

## Biographie
Mkwawa naît à Luhota ; il est le fils du chef Munyigumba, qui meurt en 1879.
Dans les années 1880,  l'Allemagne prend possession de l'Afrique orientale allemande à la suite de la conférence de Berlin qui entérine le partage de l'Afrique. Les Hehe, menés par leur chef Mkwawa, résistent à l’expansion allemande.

### Bataille de Lugalo

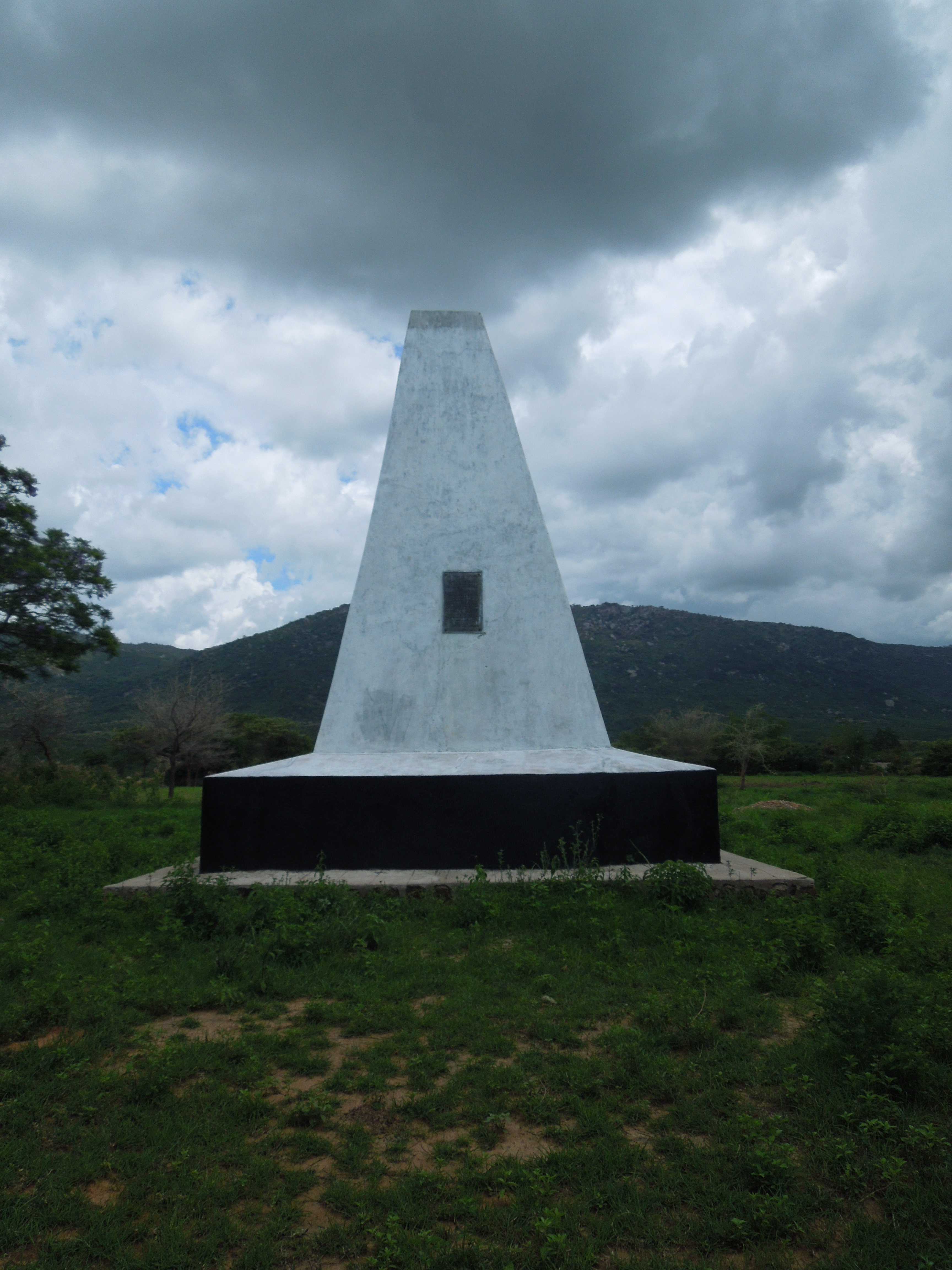
Monument aux morts allemands à Lugalo

En juillet 1891, le commandant allemand Emil von Zelewski dirige un bataillon de soldats (320 askaris avec officiers et porteurs) pour réprimer la rébellion Hehe. Le 17 août, ils sont attaqués à Lugalo par les 3 000 hommes de l'armée de Mkwawa qui, malgré le fait qu'ils ne sont équipés que de lances et de quelques fusils, maîtrisent rapidement les forces allemandes et tuent Zelewski.

### Guérilla
Le 28 octobre 1894, les Allemands, sous les ordres du colonel Friedrich von Schele, attaquent la forteresse de Mkwawa à Kalenga. Ils prennent le fort, Mkwawa réussit à s'échapper. Par la suite, Mkwawa mène une campagne de guérilla, harcelant les Allemands jusqu'en 1898, où, le 19 juillet, il est encerclé et se suicide pour éviter d'être capturé, avec son arme à feu.

## Affaire du crâne

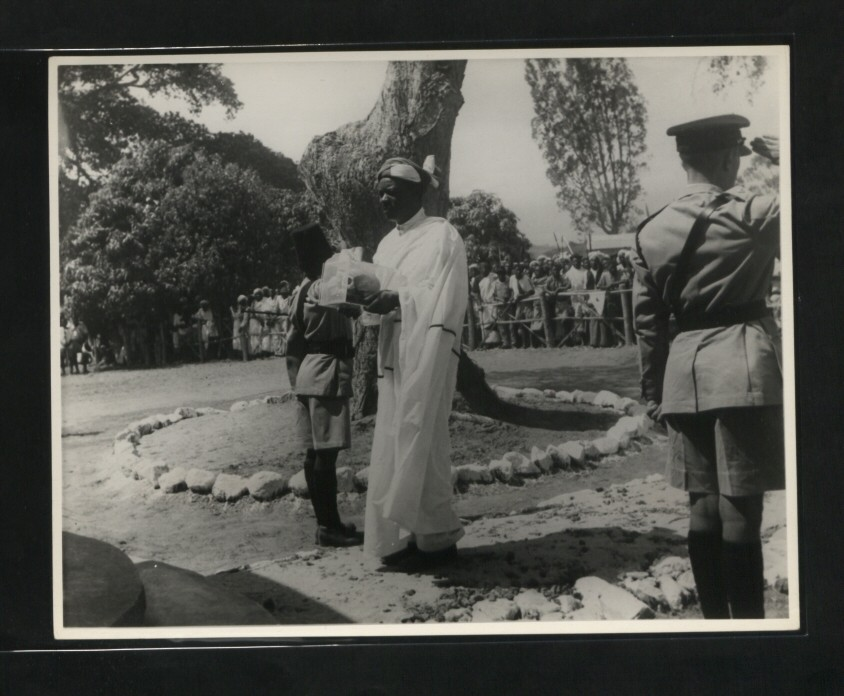
Cérémonie de retour du crâne

Le corps de Mkwawa avait été décapité par les Allemands ; sa tête, mise à prix, fut envoyée en Allemagne.
Après la Première Guerre mondiale, le traité de Versailles mentionna dans la liste des réparations du guerre dues par l'Allemagne le retour en Tanzanie du crâne de Mkwawa.
Cette restitution au peuple Hehe, prévue dans les six mois, fut finalement effectuée en 1954.